# Veliushakhly
Veliushakhly (azerbajdzjanska: Vəliuşağı) är en ort i Azerbajdzjan.   Den ligger i distriktet Bərdə Rayonu, i den centrala delen av landet, 220 km väster om huvudstaden Baku. Veliushakhly ligger 23 meter över havet och antalet invånare är 420.
Terrängen runt Veliushakhly är platt. Närmaste större samhälle är Barda, 11,0 km väster om Veliushakhly.
Trakten runt Veliushakhly består till största delen av jordbruksmark. Runt Veliushakhly är det ganska tätbefolkat, med 129 invånare per kvadratkilometer.